# تستسرلگ (آرخانگای)
تستسرلگ (به لاتین: Tsetserleg) یک منطقهٔ مسکونی در مغولستان است که در استان آرخانگای واقع شده‌است. تستسرلگ ۲٬۵۰۰ کیلومتر مربع مساحت دارد.